# Berlin (album)
Berlin – trzeci album Lou Reeda wydany w lipcu 1973. Nagrań dokonano w londyńskim Morgan Studios oraz w nowojorskim Record Plant Studios.
Jest to album koncepcyjny, opowiadający historię miłości Jima i Caroline, która dzieje się w Berlinie. Album sprzedał się słabo i dopiero po wielu latach doceniono jego wartość. Przez kolejne 33 lata po wydaniu albumu twórca nigdy nie grał go w całości na żywo.
W 2003 album został sklasyfikowany na 344. miejscu listy 500 albumów wszech czasów magazynu Rolling Stone.
W 2007 roku ukazał się film w reżyserii Juliana Schnabela, zatytułowany Lou Reed's Berlin: Live at St. Ann's Warehouse), wykorzystujący zapisy pięciu koncertów Lou Reeda w St. Ann's Warehouse na nowojorskim Brooklynie, 14-17 grudnia 2006 roku. W filmie pojawia się Emmanuelle Seigner w roli Caroline.

## Lista utworów
Wszystkie utwory skomponował Lou Reed.
| 1.  | "Berlin"                    | 3:23  |
|     |                             |       |
| 2.  | "Lady Day"                  | 3:40  |
|     |                             |       |
| 3.  | "Men of Good Fortune"       | 4:37  |
|     |                             |       |
| 4.  | "Caroline Says I"           | 3:57  |
|     |                             |       |
| 5.  | "How Do You Think It Feels" | 3:42  |
|     |                             |       |
| 6.  | "Oh, Jim"                   | 5:13  |
|     |                             |       |
| 7.  | "Caroline Says II"          | 4:10  |
|     |                             |       |
| 8.  | "The Kids"                  | 7:55  |
|     |                             |       |
| 9.  | "The Bed"                   | 5:51  |
|     |                             |       |
| 10. | "Sad Song"                  | 6:55  |
|     |                             |       |
|     |                             | 49:23 |
|     |                             |       |

## Skład
- Lou Reed – śpiew, gitara akustyczna
- Bob Ezrin – pianino, melotron
- Michael Brecker – saksofon tenorowy
- Randy Brecker – trąbka
- Jack Bruce – gitara basowa (oprócz "Lady Day" & "The Kids")
- Aynsley Dunbar – perkusja (oprócz "Lady Day" & "The Kids")
- Steve Hunter – gitara
- Tony Levin – gitara basowa w "The Kids"
- Allan Macmillan – pianino w "Berlin"
- Gene Martynec – gitara akustyczna, syntezator i aranżacja wokalna w "The Bed,"; gitara basowa w "Lady Day"
- Jon Pierson – puzon basowy
- Dick Wagner – gitara, dalszy śpiew
- Blue Weaver – pianino w "Men of Good Fortune"
- B.J. Wilson – perkusja w "Lady Day" i "The Kids"
- Steve Winwood – organy
- Steve Hyden, Elizabeth March, Lou Reed, Dick Wagner – chórki

produkcja
- Bob Ezrin – producent, aranżer
- Jim Reeves – inżynier dźwięku
- Allan Macmillan – aranżer